# ブザーキ
ブザーキ（イタリア語: Busachi）は、イタリア共和国サルデーニャ自治州オリスターノ県にある、人口約1,300人の基礎自治体（コムーネ）。

## 地理

### 位置・広がり

#### 隣接コムーネ
隣接するコムーネは以下の通り。括弧内のNUはヌーオロ県所属を示す。
- アッライ
- フォルドンジャーヌス
- ギラルツァ
- オルトゥエーリ (NU)
- サムゲーオ
- ウラ・ティルソ